# Epimedium elatum
Epimedium elatum là một loài thực vật có hoa trong họ Hoàng mộc. Loài này được C.Morren & Decne. mô tả khoa học đầu tiên năm 1834.